# Curtis Petersen
Curtis J. Petersen (* 20. Jahrhundert) ist ein kanadischer Kameramann und Filmproduzent.
Curtis Petersen absolvierte von 1975 bis 1979 ein Studium der Filmproduktion an der University of British Columbia. Danach wurde er als Kameramann und Kamera-Verleiher mit seiner eigenen Firma PPI Camera aktiv. Für eine Reihe kleinerer Produktionen wurde er an den 1980er Jahren auch als Produzent tätig. Insgesamt wirkte er bei über 200 Projekten mit.

## Filmografie (Auswahl)
- 1989: Die Stunde der Ratte (Food of the Gods II)
- 1989: Das Mädchen und der Fighter (Thunderground)
- 1990: Abraxas (Abraxas, Guardian of the Universe)
- 1990: Dragonfight
- 1991: Ski School
- 1992: Tigerkralle (Tiger Claws)
- 1992: Talons of the Eagle
- 1993: Baby an Bord (Baby on Board)
- 1993: TC 2000
- 1994: Death Wish V – Antlitz des Todes (Death Wish V: The Face of Death)
- 1994: The Club
- 1994: Red Scorpion 2
- 1994: Operation Golden Phoenix
- 1995: Running Out – Countdown des Todes (No Contest)
- 1995: Silent Hunter
- 1995: Memory Run
- 1995: Expect No Mercy
- 1995: Der stählerne Adler IV (Iron Eagle IV)
- 1996: Sabotage – Dark Assassin (Sabotage)
- 1996: Death Attack (Dead Ahead, Fernsehfilm)
- 1996: Lederstrumpf – Der Indianer-Scout (The Pathfinder, Fernsehfilm)
- 1996: Bloodhounds – Die Bluthunde 2 (Bloodhounds, Fernsehfilm)
- 1996: Terminal Rush – Die Herausforderung (Terminal Rush)
- 1997: Final Crisis (Crisis)
- 1997: Tödliches Los (The Ticket, Fernsehfilm)
- 1997: Shadowzone 2: Voodoo im Klassenzimmer (Shadow Zone: My Teacher Ate My Homework)
- 1997: Hiawatha – Eine indianische Legende (Song of Hiawatha)
- 1998: The Hunted – Eine Frau kämpft um ihr Leben (The Hunted)
- 1998: Last to Surrender
- 1999: Silver Wolf
- 1999: Total Defense (In Her Defense)
- 1999: Tigerkralle 3 (Tiger Claws III: The Final Conflict)
- 1999: The Collectors (Fernsehfilm)
- 2000: Prince Charming (Meet Prince Charming)
- 2000: Die Abzocker – Eine eiskalte Affäre (The Hustle, Fernsehfilm)
- 2000: Hide and Seek (Cord)
- 2000: My 5 Wives
- 2000: Road Rage (A Friday Night Date)
- 2001: Dangerous Connection – Im Netz der Verschwörung (Dangerous Connection)
- 2001: G.O.D. – Guaranteed Overnight Delivery
- 2001: Wishmaster 3 – Der Höllenstein (Wishmaster 3: Beyond the Gates of Hell)
- 2001: Going Back
- 2002: Final Punch (The Circuit)
- 2002: Wishmaster 4: Die Prophezeiung erfüllt sich (Wishmaster 4: The Prophecy Fulfilled)
- 2002: Pressure – Nichts ist gefährlicher als die Wahrheit (Pressure)
- 2002: Circuit II – The Final Punch
- 2002: Global Heresy
- 2002: Der Kreis (The Circle)
- 2002: Partners in Action
- 2003: Detention – Die Lektion heißt Überleben! (Detention)
- 2004: The Keeper
- 2004: Direct Action
- 2004: The Good Shepherd
- 2004: Gone Dark (The Limit)
- 2005: Hollywood Flies
- 2005: American Soldiers – Ein Tag im Irak (American Soldiers)
- 2005: Confessions of a Pit Fighter
- 2006: 5ive Girls
- 2006: The Veteran (Fernsehfilm)
- 2006: The Last Sect
- 2007: Im sicheren Hafen (Safe Harbour)
- 2007: Lake Dead
- 2008: Rise of War (The Four Horsemen, Fernsehfilm)
- 2008: Never Cry Werewolf (Fernsehfilm)
- 2008: Yeti – Das Schneemonster (Yeti: Curse of the Snow Demon)
- 2009: Never Surrender
- 2010: Schattenkommando (Shadows in Paradise)
- 2010: Der Magier (Magic Man)
- 2010: Paradox – Die Parallelwelt (Paradox)
- 2011: Stonerville
- 2011: Hyenas
- 2011: Conduct Unbecoming
- 2013: Breakout
- 2014: Hunting the Phantom
- 2014: Way of the Wicked – Der Teufel stirbt nie! (Way of the Wicked)
- 2014: Pride of Lions
- 2015: Lost After Dark
- 2015: Love You to Death (Fernsehfilm)
- 2015: Chain of Command (Echo Effect)
- 2016: Beyond the Game
- 2020: Disturbing the Peace
- 2023: Finding Hannah